# Jastków (gmina)
Jastków – gmina wiejska w województwie lubelskim, w powiecie lubelskim. W latach 1975–1998 gmina położona była w województwie lubelskim. Stanowi część aglomeracji lubelskiej zgodnie z koncepcją P. Swianiewicza i U. Klimskiej.
Siedziba gminy to Jastków.
Według danych z 31 grudnia 2017 roku gminę zamieszkiwały 13 903 osoby.

## Struktura powierzchni
Według danych z roku 2002 gmina Jastków ma obszar 113,76 km², w tym:
- użytki rolne: 86%
- użytki leśne: 5%

Gmina stanowi 6,77% powierzchni powiatu.

## Demografia
Według danych z 30 czerwca 2004 gminę zamieszkiwało 11 999 osób.
Według danych z 1 stycznia 2014  gminę zamieszkiwało 13 559 osób, oznacza to wzrost o 13%.

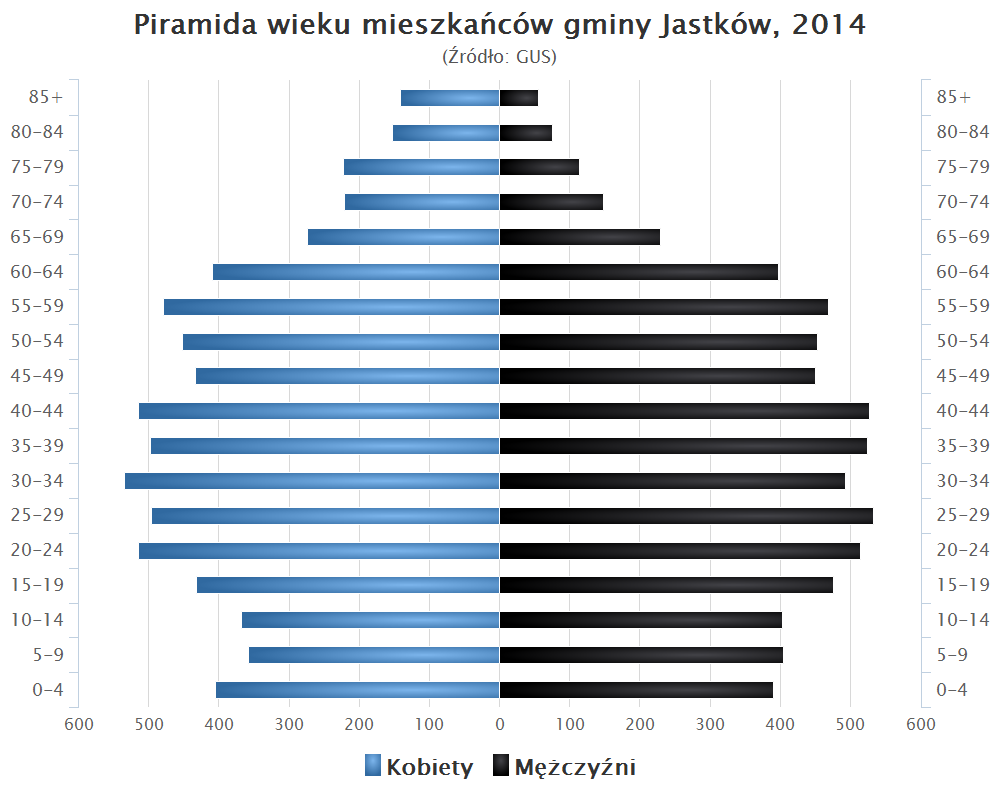
Piramida wieku mieszkańców gminy Jastków w 2014 roku

Dane z 31 grudnia 2017 roku:
| Opis                              | Ogółem | Ogółem | Kobiety | Kobiety | Mężczyźni | Mężczyźni |
| --------------------------------- | ------ | ------ | ------- | ------- | --------- | --------- |
| jednostka                         | osób   | %      | osób    | %       | osób      | %         |
| populacja                         | 13 903 | 100    | 7 081   | 50,9    | 6 822     | 49,1      |
| gęstość zaludnienia (mieszk./km²) | 122    | 122    | 62      | 62      | 60        | 60        |

## Zabytki
- Dąbrowica

1. baszta (pozostałości pałacu Firlejów), 1610-30, nr rej.: A/290 z 31.03.1967

- Jastków

1. cmentarz legionistów, nr rej.: A/1007 z 4.07.1990
2. zespół pałacowy (pałac, kordegarda, park), nr rej.: A/736 z 12.08.1977

- Ługów

1. zespół dworski (dwór, park), nr rej.: A/737 z 12.08.1977

- Moszenki

1. zespół dworski (relikty parku z otoczeniem, dwór) nr rej.: A/799 z 7.06.2006

- Snopków

1. zespół pałacowy (pałac, park), XVIII-XX, nr rej.: A/528 z 16.10.1971

- Tomaszowice

1. zespół pałacowy (pałac, kaplica, park, ogrodzenie), 2 poł. XIX, nr rej.: A/723 z 8.07.1977 i z 3.07.1996

## Turystyka
Na terenie Gminy Jastków turystyka jest dosyć słabo rozwinięta. Powstała tu sieć szlaków rowerowych, które łączą wszystkie gminne zabytki. 

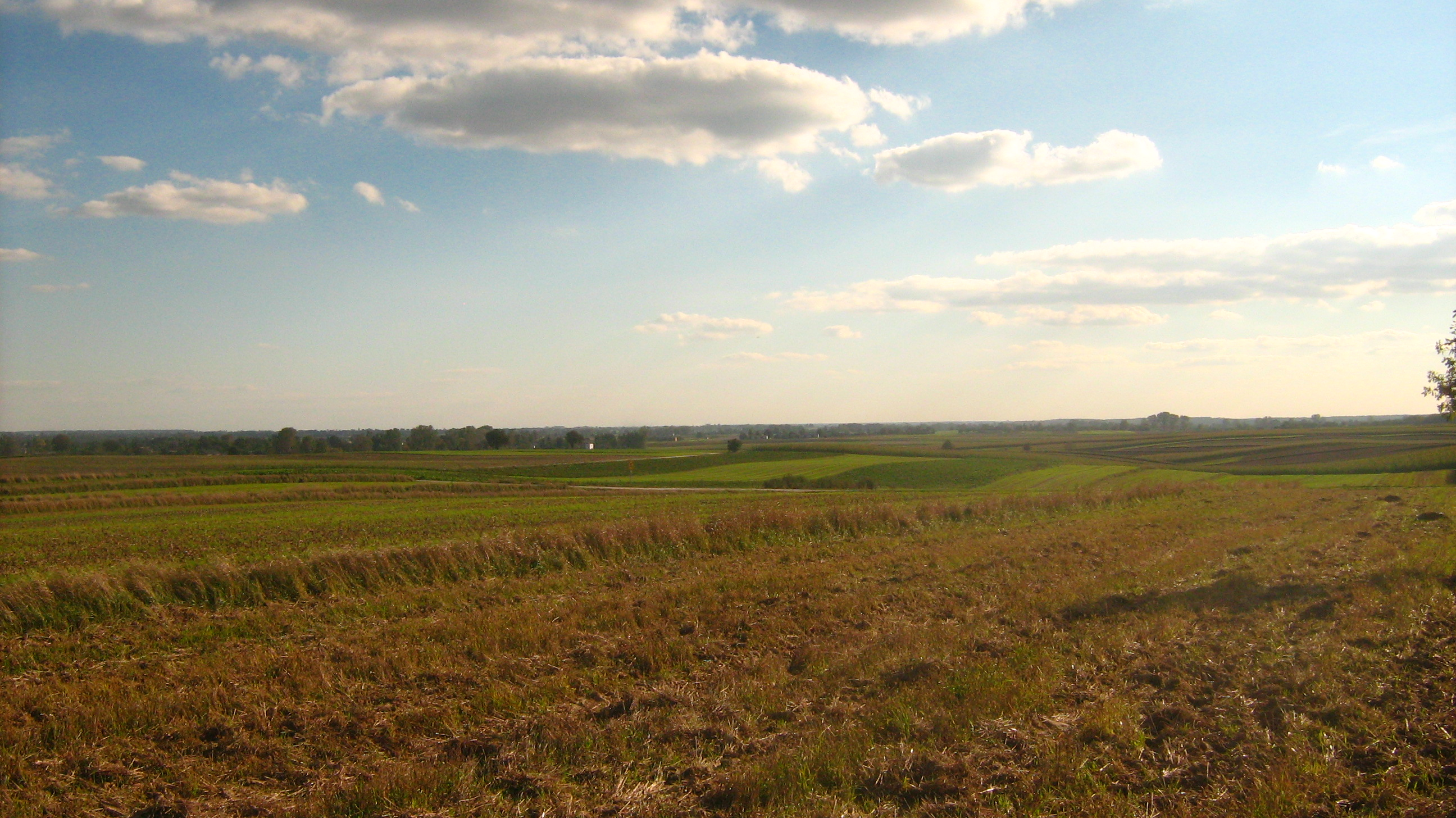
Malowniczy krajobraz w Ługowie

## Komunikacja

### Drogi
Gmina Jastków posiada rozbudowaną sieć komunikacji samochodowej. Przebiegają tędy trzy drogi ekspresowe: S12, S17 i S19. Wszystkie trzy stanowią fragmenty obwodnicy Lublina, a S12 i S17 są częścią międzynarodowej trasy E372. Oprócz tego przebiegają tędy dwie drogi wojewódzkie (809 i 830), stanowiące połączenie z zachodnią i północną częścią województwa. Na terenie gminy znajduje się także sieć 12 dróg powiatowych. Pozostałą część infrastruktury drogowej w gminie Jastków stanowią drogi gminne. Są to przede wszystkim drogi lokalne i zbiorcze, stanowiące połączenie z najbliższymi gminami, bądź między miejscowościami na terenie gminy.

### Kolej
Przez południowo-zachodnią część gminy przebiega linia kolejowa nr 7 z Warszawy Wschodniej do Dorohuska. Na tej właśnie linii w miejscowości Miłocin znajduje się przystanek kolejowy.

## Sołectwa
Barak, Dąbrowica, Dębówka, Jastków, Józefów-Pociecha, Ługów, Marysin, Miłocin, Moszenki, Moszna, Moszna-Kolonia, Natalin, Ożarów, Panieńszczyzna, Płouszowice, Płouszowice-Kolonia, Piotrawin, Sieprawice, Sługocin, Smugi, Sieprawki, Snopków, Tomaszowice, Tomaszowice-Kolonia, Wysokie.

## Sąsiednie gminy
Garbów, Konopnica, Lublin, Nałęczów, Niemce, Wojciechów

## Gminy partnerskie
- Gmina Schmitten